# Djavolska reka
Djavolska reka (bulgariska: Дяволска река) är ett vattendrag i Bulgarien.   Det ligger i regionen Burgas, i den östra delen av landet, 400 km öster om huvudstaden Sofia.